# Intense
Intense là album phòng thu thứ năm của nhà sản xuất trance Hà Lan và DJ Armin van Buuren. Nó được phát hành vào ngày 03 Tháng năm 2013.
Bài hát đầu tiên công bố là trong album là "Waiting for the Night", gồm các ca sĩ Fiora, được phát hành vào ngày 21 tháng 1 năm 2013 làm bài hát chủ đề cho bộ phim Dutch Loving Ibiza (Verliefd op Ibiza) 
Bài hát thứ hai công bố là trong album là"Forever is Ours", gồm các ca sĩ Emma Hewitt.
Các bài hát thứ ba và single chính thức đầu tiên được phát hành là "This Is What It Feels Like", gồm các ca sĩ và nhạc sĩ người Canada Trevor Guthrie, được phát hành vào ngày 5 tháng Tư Các video âm nhạc đi kèm, có tính năng Ron Jeremy, được phát hành vào ngày 17 tháng 3.
Các album lần đầu tiên được phát hành độc quyền trên Spotify vào ngày 29 tháng 4, tiếp theo là phát hành chính thức của nó trên phương tiện truyền thông kỹ thuật số và vật lý vào ngày 3 tháng.
Một phiên bản mở rộng của album, được gọi là Intense (The More Intense Edition), được phát hành vào ngày 12 tháng 11 năm 2013. Album này chứa các bản hòa âm của các nhạc sĩ như John Ewbank, Andrew Rayel, W&W, Cosmic Gate, Tritonal, Ummet Ozcan và Ørjan Nilsen, cùng với sửa radio, video âm nhạc, và hai bài hát mới từ Armin van Buuren: "Save My Night" và "Don't Want to Fight Love Away" tính năng Cindy Alma.

## Thành Phần
Armin van Buuren mô tả thành phần thể loại Intense là "nhiều thứ electro house-y và tất nhiên trance, một số ảnh hưởng rock, thậm chí một chút dubstep và âm nhạc cổ điển trong đó" trong một cuộc phỏng vấn với DJ người Anh Pete Tong.

## Danh sách bài hát
Tất cả các bài hát được sản xuất bởi Armin van Buuren và Benno de Goeij. Sản xuất Vocal trên "This Is What It Feels Like" qua Jenson Vaughan.
| STT              | Nhan đề                                                 | Sáng tác                                                      | Thời lượng |
| ---------------- | ------------------------------------------------------- | ------------------------------------------------------------- | ---------- |
| 1.               | "Intense" (featuring Miri Ben-Ari)                      | Armin van Buuren Benno de Goeij                               | 8:47       |
| 2.               | "This Is What It Feels Like" (featuring Trevor Guthrie) | van Buuren de Goeij Jenson Vaughan Trevor Guthrie John Ewbank | 3:23       |
| 3.               | "Beautiful Life" (featuring Cindy Alma)                 | van Buuren de Goeij Cindy Alma Paul Barry                     | 6:08       |
| 4.               | "Waiting for the Night" (featuring Fiora)               | van Buuren de Goeij Fiora Cutler                              | 4:29       |
| 5.               | "Pulsar"                                                | van Buuren de Goeij                                           | 6:31       |
| 6.               | "Sound of the Drums" (featuring Laura Jansen)           | van Buuren de Goeij Laura Jansen Ewbank                       | 3:56       |
| 7.               | "Alone" (featuring Lauren Evans)                        | van Buuren de Goeij Victoria Horn Lauren Evans D'Mile         | 4:03       |
| 8.               | "Turn This Love Around" (vs. NERVO featuring Laura V.)  | van Buuren de Goeij Miriam Nervo Olivia Nervo                 | 5:22       |
| 9.               | "Won't Let You Go" (featuring Aruna)                    | van Buuren de Goeij Aruna Abrams                              | 6:35       |
| 10.              | "In 10 Years from Now"                                  | van Buuren de Goeij                                           | 0:56       |
| 11.              | "Last Stop Before Heaven"                               | van Buuren de Goeij                                           | 6:27       |
| 12.              | "Forever is Ours" (featuring Emma Hewitt)               | van Buuren de Goeij Emma Hewitt                               | 6:41       |
| 13.              | "Love Never Came" (featuring Richard Bedford)           | van Buuren de Goeij Richard Bedford                           | 7:00       |
| 14.              | "Who's Afraid of 138?!"                                 | van Buuren de Goeij                                           | 5:45       |
| 15.              | "Reprise" (featuring Bagga Bownz)                       | van Buuren de Goeij                                           | 3:12       |
| Tổng thời lượng: | Tổng thời lượng:                                        | Tổng thời lượng:                                              | 79:18      |

| iTunes Store bonus track | iTunes Store bonus track                              | iTunes Store bonus track | iTunes Store bonus track |
| STT                      | Nhan đề                                               | Sáng tác                 | Thời lượng               |
| ------------------------ | ----------------------------------------------------- | ------------------------ | ------------------------ |
| 16.                      | "Humming the Lights" (Armin van Buuren presents Gaia) | van Buuren de Goeij      | 6:57                     |

## Bảng Xếp Hạng và Chứng Chỉ
| BXH (2013)                                    | Vị trí |
| --------------------------------------------- | ------ |
| Album Áo (Ö3 Austria)                         | 20     |
| Album Bỉ (Ultratop Vlaanderen)                | 15     |
| Album Bỉ (Ultratop Wallonie)                  | 42     |
| Album Canada (Billboard)                      | 18     |
| Album Đức (Offizielle Top 100)                | 16     |
| Album Ireland (IRMA)                          | 72     |
| Album Hà Lan (Album Top 100)                  | 2      |
| Album Ba Lan (ZPAV)                           | 7      |
| Album Tây Ban Nha (PROMUSICAE)                | 82     |
| Album Thụy Sĩ (Schweizer Hitparade)           | 26     |
| Album Anh Quốc (OCC)                          | 37     |
| Album Anh Quốc Dance (OCC)                    | 8      |
| Album Hoa Kỳ Billboard 200                    | 65     |
| Album Hoa Kỳ Top Dance/Electronic (Billboard) | 2      |
| Album Hoa Kỳ Digital (Billboard)              | 25     |
| Album Hoa Kỳ Independent (Billboard)          | 13     |

| Biểu Đồ (2013) | Vị trí |
| -------------- | ------ |
| Hà Lan         | 6      |

| Quốc gia                                 | Chứng nhận | Số đơn vị/doanh số chứng nhận |
| ---------------------------------------- | ---------- | ----------------------------- |
| Ba Lan (ZPAV)                            | Vàng       | 0*                            |
| * Chứng nhận dựa theo doanh số tiêu thụ. |            |                               |